# Vicious Pink
Vicious Pink fue un dueto de Synthpop orginaria del Reino Unido, pero que alcanzaría sus mayores éxitos en la ciudad estadounidense de Nueva York. El dueto estuvo compuesto por Josephine Warden como vocal y Brian Moss en los teclados. Al principio se les conoció como Vicious Pink Phenomena. 
La Banda siempre se caracterizó por manejar un sonido bastante pegajoso, con letras de alto contenido sexual y provocativas. Siempre fue una banda nómada en busca de nuevos sonidos y experiencias, estuvo en bastantes sellos discográficos como The Mobile Suit Corporation, Warehouse, Accord, Parlophone, Capitol y EMI.

## Historia
Su historia está compuesta por pocos años más su trascendencia ha ido más allá. Su inicio se remonta el año de 1981, y para el año de 1986 el dúo decidió tomar caminos diferentes. 
Vicious Pink Phenomena, fue el nombre con el que iniciaría la carrera de este grupo. En el año de 1982 grabarían su primer sencillo "My Private Tokyo" con Mobile Suite Corporation como casa discográfica. Grabarían otro demo con este nombre que sería "Je T'Aime", posteriormente la banda pasa a llamarse Vicious Pink solamente, y el éxito llegaría.
En los años siguientes lanzarían los 3 sencillos por los que más se recuerda a Vicious Pink, "CCCan't You See," "Fetish" y "Take Me Now", tocando en The Ritz de Nueva York la banda alcanzaría la fama en la escena underground. Estos sencillos gozaron de tal éxito, que incluso hoy en día siguen siendo parte de compilaciones.
Aunque la vida de la banda fue fugaz, ha perdurado su legado, siendo influencia de un gran número de bandas actuales que manejan la electrónica como base en sus composiciones, y convirtiéndose en una banda de culto para muchos. Actualmente Vicious Pink es considerada una de las mejores bandas de la escena underground de los 80's, y una de las pioneras en el camino del synthpop.

## Miembros
- Josephine Warden - Voz
- Brian Moss - Teclados

## Discografía

### Álbumes de estudio
- Vicious Pink (1986)

### Sencillos
- My Private Tokyo (1982)
- Je T'Aime (1983)
- CCCan't You See (1984)
- Fetish (1985)
- Take Me Now (1986)
- 8:15 To Nowhere (1986)

### Demos
- The Tape Gallery (1983)
- Blue (1983)
- Anything is Playable (1986)

### Compilaciones
- 80s Classic Club Hits Vol. 6 - 8:15 To Nowhere
- 80s Classic Club Hits Vol. 13 - CCCan't You See
- 80s Classic Club Hits Vol. 18 - Fetish
- 80s Classic Club Hits Vol. 4 - Take Me Now
- Boots-Daiger Music (1991) - CCCan't You See
- Club 6400: Volume 3 - Take Me Now
- Double Shot:New Wave/Disc2(1999) - Fetish
- Hardest Hits Vol. 3 (1993) - CCCan't You See
- Hardest Hits Vol. 4 (1993) - Take Me Now
- Hot Classics / Disc 5 (1993) - CCCan't You See
- Hot Tracks Hot Classics #7C (1987) - CCCan't You See
- I Remember When - To Nowhere
- Kult Dance Klassix Vol. 1 (1992) - CCCan't You See
- Lost & Found Imagination Volume 1 - CCCan't You See
- New Wave Club Class.X v.8 (1997) - 8:15 To Nowhere
- NRG-CD1 (1989) - Take Me Now
- Radio Soulwax: Part 3 - 8:15 To Nowhere
- Radio Soulwax: Part 3 - Great Balls Of Fire
- Razormaid 1st Anniversary - CCCan't You See
- Razormaid 4th Anniversary - CCCan't You See
- Razormaid 7.0 Box Set / Disc 5 - CCCan't You See
- Razormaid 7.0 Box Set / Disc 7 - Take Me Now
- Razormaid Anniversary 6.5 - Take Me Now
- Razormaid Best Of - Vol. 5 - CCCan't You See
- Razormaid Chapter-2 - CCCan't You See
- Razormaid Chapter-o.4 - Take Me Now
- Razormaid Class X Vol. 11 - My Private Tokyo
- Razormaid Flash From The Past 2 - Take Me Now
- Razormaid MT-002 - CCCan't You See {US} [8:54]
- Razormaid RM CD-06 - CCCan't You See
- Razormaid Select 15 - 8:15 To Nowhere
- Razormaid Silver Issue - CCCan't You See
- Record Review IX - CCCan't You See
- Serie Noire: Dark Pop And New Beat - To Nowhere
- Very Best of New Wave Vo. 12 - Fetish
- Techno Pop Volume 1 - CCCan't You See
- Underground DecaDance Vol. 5 - CCCan't You See
- Underground DecaDance Vol. 8 - Fetish
- Underground DecaDance Vol. 16 - Take Me Now
- Xtrabeat Volume One - 8:15 To Nowhere